# ۱۹۰ (پیش از میلاد)

## رویدادها
- نبرد اوریمدون میان ناوگان سلوکی با رهبری هانیبال سردار کارتاژی و رودس و پرگامون همپیمانان جمهوری روم که به شکست سلوکیان انجامید.
- نبرد میونسوس میان ناوگان‌های دریایی سلوکی و روم که به پیروزی روم انجامید.
- در پی یاری‌رسانی فیلیپ چهارم مقدونی به روم در نبرد با سلوکیان، باجی که او به روم می‌داد بخشوده‌شد و پسرش دیمتریوس که در ردبار روم گروگان بود به نزد پدر پس‌فرستاده‌شد.
- روم و همپیمانانش هنگامی که پایداری چندانی از سلوکیان ندیدند هلسپونت را به سوی آناتولی درنوردیدند.
- نبرد ماگنزی میان روم و آنتیوخوس سوم در نزدیکی ماگنزی به پیروزی قاطع رومیان انجامید.
- با شکست آنیوخوس از روم، ساتراپ‌های او آرداشس یکم و زریر اعلام استقلال کردند.
- به پاداش همراهی با روم در جنگ با سلوکیان شبه جزیرهٔ گالیپولی به اومنس دوم بخشیده‌شد.

## زادروزها
- هیپارخوس، ستاره‌شناس، گیتانگار و ریاضی‌دان یونانی.
- کورنلیا افریکانا، زن پرهیزکار نمونه رومی.

## مرگ‌ها
- آپولونیوس پرگایی، هندسه‌دانریاضی‌دان و ستاره‌شناس یونانی.

مرگ هانیبال، سردار بزرگ کارتاژ

## منبع
- مشارکت‌کنندگان ویکی‌پدیا. «190 BC». در دانشنامهٔ ویکی‌پدیای انگلیسی، بازبینی‌شده در ۱۸ ژانویه ۲۰۰۸.